# Anders Henrikson i Lomma
Anders Henrikson i riksdagen kallad Henrikson i Lomma, född 28 oktober 1870 i Lomma församling, Malmöhus län, död där 29 november 1942, var en svensk lantbrukare och politiker (bondeförbundare).
Henriksson var verksam som lantbrukare och kommunalfullmäktig i Lomma landskommun. Han var ledamot av riksdagens första kammare från 1929.